# Małopolskie Centrum Kultury Sokół
Małopolskie Centrum Kultury Sokół – samorządowa instytucja kultury województwa małopolskiego z siedzibą w Nowym Sączu, realizująca zadania z zakresu ochrony i promocji dziedzictwa kulturowego, kształtowania kompetencji kulturowej oraz inspiracji aktywnych form uczestnictwa w kulturze.

## Misja
Misję organizacji odzwierciedlają cztery główne kierunki działań:
- ochrona i promocja dziedzictwa kulturowego Małopolski, województwa wyjątkowej różnorodności i bogactwa kulturowego
- inspiracja aktywnych form uczestnictwa w kulturze poprzez realizację przeglądów i konkursów na poziomie regionalnym, ogólnopolskim i międzynarodowym, stworzenie możliwość prezentacji i konfrontowania umiejętności grupom artystycznym i twórcom indywidualnym
- kształtowanie kompetencji kulturowej, w przystępnej, a jednocześnie atrakcyjnej formie upowszechnianie sztuki profesjonalnej, popularyzacja sztuki współczesnej oraz kultury filmowej
- promocja dziedzictwa kulturowego Małopolski w kontekście kulturowym Karpat – poprzez realizację międzynarodowych projektów wspomaganie rozwoju społeczno-gospodarczego regionów karpackich[1].

## Historia
MCK Sokół istniał od 1975 do 1998 w województwie nowosądeckim jako Wojewódzki Ośrodek Kultury, natomiast od 1999 jest samorządową instytucją kultury wyodrębnioną pod względem prawnym i finansowo-ekonomicznym, której organizatorem jest województwo małopolskie. W tym właśnie roku instytucja przyjęła nazwę Małopolskie Centrum Kultury Sokół.
Pierwsza siedziba WOK w Nowym Sączu mieściła się przy ul. Jagiellońskiej 28, a pieczę nad rozwojem instytucji sprawował ówczesny dyrektor, Michał Podgórny. Wraz z początkowo nielicznym, ale stale powiększającym się, gronem współpracowników zajęli się organizacją życia kulturalnego na terenie Nowosądecczyzny.
Nazwa własna „Sokół” jest ukłonem w kierunku tradycji sokolstwa polskiego, którego dawny budynek stał się w 1993 siedzibą ośrodka. Na ziemi sądeckiej organizacja „uwiła” swoje gniazdo 25 maja 1887 i od chwili powstania stała się centrum życia kulturalnego regionu. To właśnie w tym budynku organizowano różnego rodzaju przedsięwzięcia – spotkania, koncerty, przedstawienia teatralne, kiermasze, wieczornice, wystawy. „Sokół” prowadził własne zespoły artystyczne, zorganizował i prowadził bibliotekę i czytelnię.
Pierwsze lata działalności (WOK) polegały głównie na pracy w terenie – pomocy instruktażowo-metodycznej, oraz nadzorowaniu merytorycznym w opracowaniu działań placówek kulturalno-wychowawczych. Był to również czas poszukiwań i dokumentacji działalności artystów amatorów z dziedzin związanych z muzyką, teatrem, literaturą, fotografią, plastyką.
W 1981 postanowiono ukierunkować zainteresowania w kierunku twórczości ludowej.
W chwili przejęcia budynku „Sokoła” (grudzień 1992 przekazany został w dzierżawę, na początku 1993 na własność w 80%) gmach znajdował się w stanie bliskim całkowitej zagłady. Budynek zaczął funkcjonować jesienią 1993 po dokonaniu najpilniejszych prac remontowych. Wkrótce rozpoczął się kolejny, trwający ponad 10 lat remont, który miał przystosować obiekt do wszelkiego typu działalności kulturalnej. W listopadzie 1999 została podpisana przez ówczesnego marszałka województwa małopolskiego Marka Nawarę, prezydenta Nowego Sącza Andrzeja Czerwińskiego, i starostę nowosądeckiego Jana Golonkę, deklaracja woli przywrócenia świetności sokolni sądeckiej, aby mogła służyć kulturze narodowej w trzecim tysiącleciu jako siedziba Małopolskiego Centrum Kultury Sokół.
8 listopada 2004 miało miejsce uroczyste otwarcie nowego gmachu „Sokoła”. Miasto zyskało salę teatralną i koncertową, która mogłaby stać się dumą znacznie większych ośrodków w kraju.
W kwietniu 2003 w Małopolskim Centrum Kultury Sokół utworzono oddział pn. Instytut Europa Karpat, stawiający sobie za cel przygotowanie międzynarodowych programów chroniących i promujących dziedzictwo kulturowe, przyrodnicze i społeczne.
Jesienią 2004 rozpoczęła działalność Galeria Sokół. Prezentowane w niej są prace z różnych dyscyplin artystycznych, jest także miejscem wystaw tematycznych, okazjonalnych, wystaw o charakterze dokumentalno-historycznym.
Dzisiejszy zespół MCK Sokół to ponad 70 osób pracujących w działach, oddziałach i zespołach tej instytucji.
Od 1 października 1980 do 31 lipca 2019 roku dyrektorem (najpierw WOK, obecnie MCK) był  Antoni Malczak. 14 października 2019 roku funkcję dyrektora objął Andrzej Zarych.

## Budynek

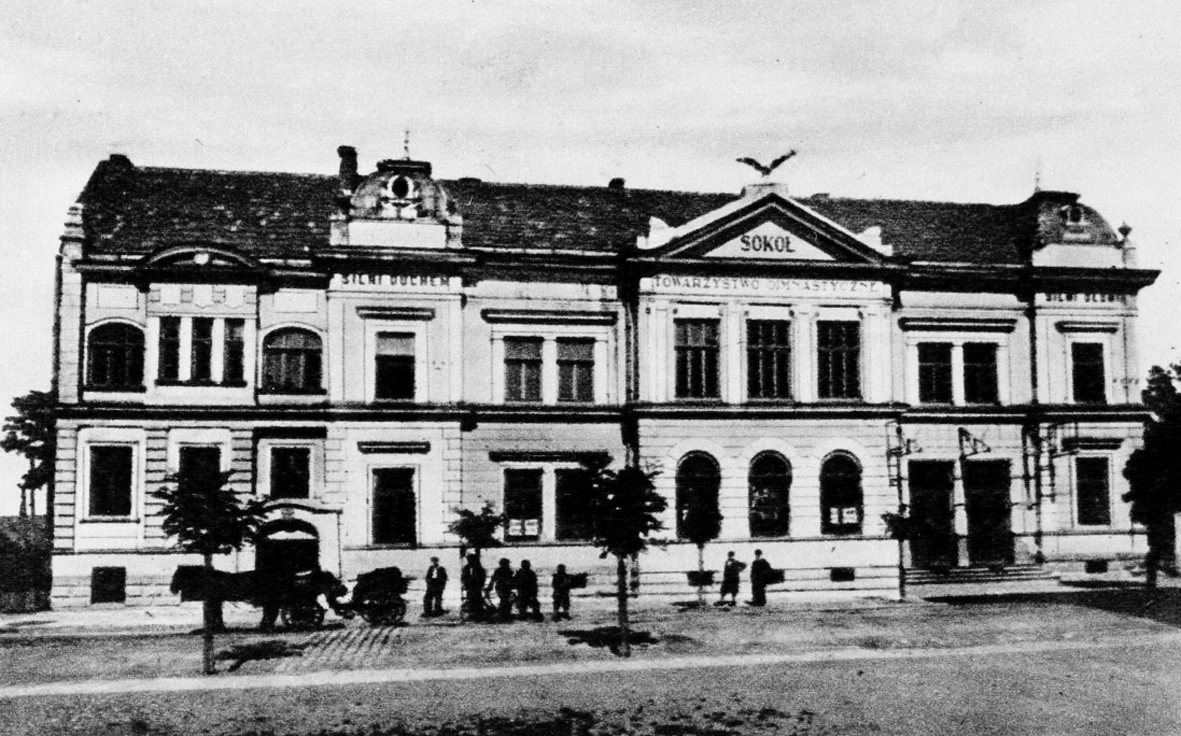
Budynek Towarzystwa Gimnastycznego Sokół w Nowym Sączu

Siedzibą MCK Sokół jest historyczny budynek Towarzystwa Gimnastycznego „Sokół” z 1892, który – będąc wielokrotnie rozbudowywany i przebudowywany – dzisiejszy kształt uzyskał w 2004. Obecnie w obiekcie znajdują się: duża sala teatralno-koncertowo-kinowa im. Lucjana Lipińskiego (wyposażona od 2007 w 51-głosowe organy koncertowe), sala multimedialna im. Danuty Szaflarskiej, mała sala kinowa im. Piotra Kosińskiego, mała sala koncertowa im. Romana Sichrawy, sala taneczna im. Bolesława Barbackiego, sala kominkowa im. Stanisława Flisa, studyjna sala kinowa im. Zofii Rysiówny, sala klubowa, restauracja, a także pomieszczenia biurowe i zaplecze techniczne.

## Nagrody i wyróżnienia

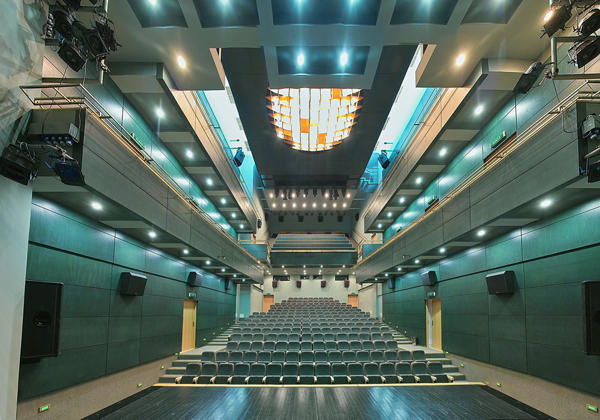
Sala im. Lucjana Lipińskiego

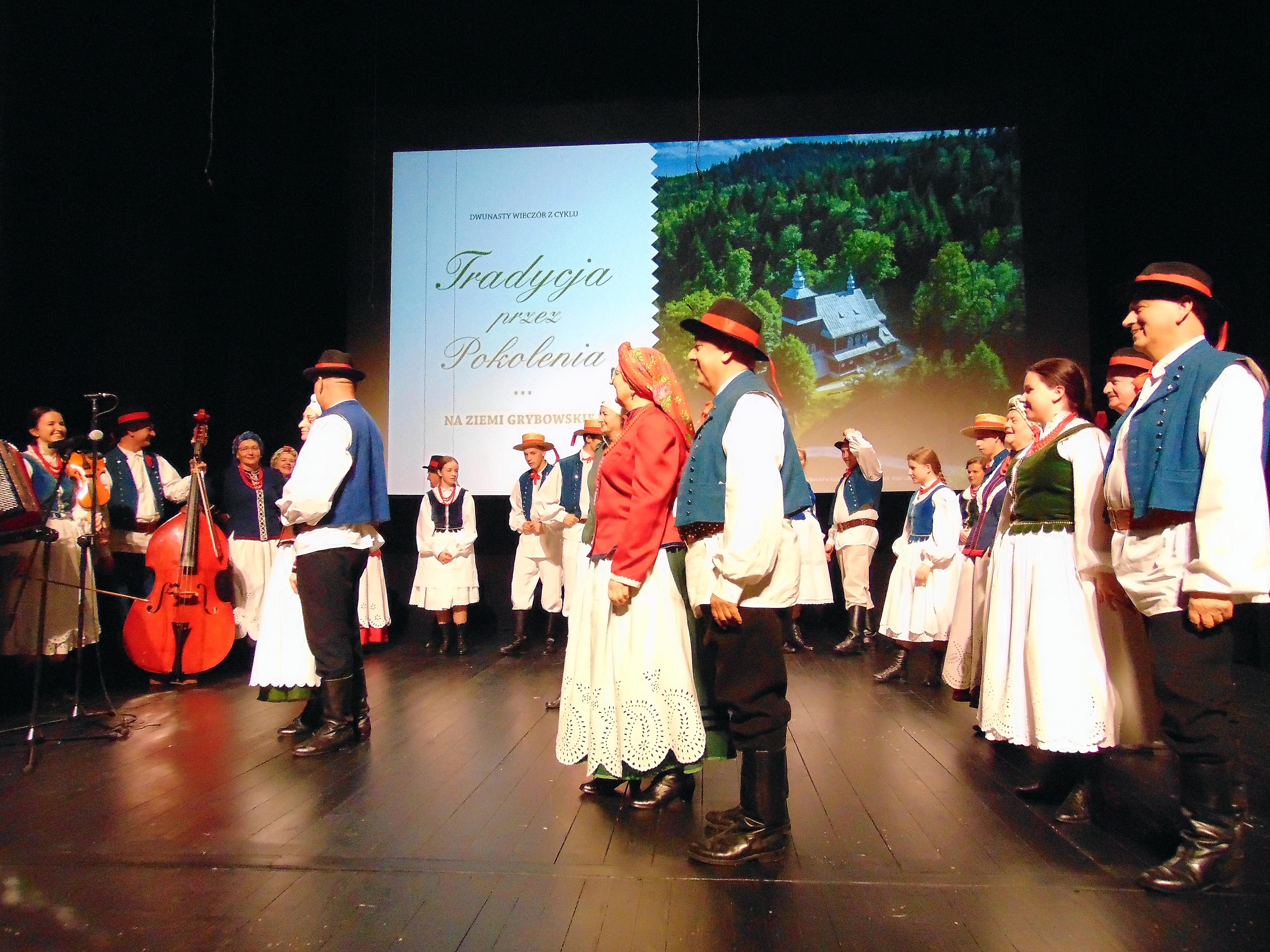
Tradycja przez Pokolenia,
XXII edycja w 2022r.

Pierwsza w Polsce instytucja kultury, której działalność na rzecz ochrony niematerialnego dziedzictwa kulturowego w 2019 roku wpisano do KRAJOWEGO REJESTRU DOBRYCH PRAKTYK.

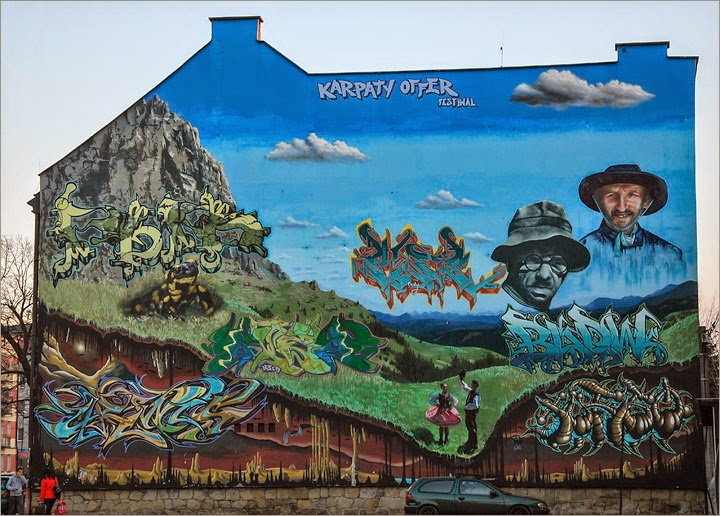
Graffiti powstałe przy festiwalu Karpaty OFFer

## Działalność

### Edukacja
W ofercie edukacyjnej MCK Sokół można znaleźć:
- dwuletnie studia dla kadry instruktorskiej:
  - dla kapelmistrzów i tamburmajorów orkiestr dętych
  - dla instruktorów zespołów regionalnych
- warsztaty teatralne, muzyczne, folklorystyczne, plastyczne i dla akustyków (w Nowym Sączu i innych ośrodkach Małopolski)
- cykle warsztatów dotyczących recytacji: Akademię Słowa, Zaufajcie Słowu
- program edukacyjno-artystyczny „Labirynt historii” (od 2006)
- Młodzieżową Akademię Filmową
- Dyskusyjny Klub Filmowy „Kot”
- Klub Tańca Towarzyskiego „Axis”
- Uniwersytet Dziecięcy[1]

### Ochrona i promocja dziedzictwa kulturowego
Organizowane przeglądy, konkursy, festiwale i konferencje o tematyce kultury ludowej:
- Międzynarodowy Festiwal Dziecięcych Zespołów Regionalnych Święto Dzieci Gór (od 1992)
- Kongres Kultury Regionów (od 2015)
- Regionalny Przegląd Grup Kolędniczych o Diamentową Kobyłkę (od 2018)
- Konkurs Muzyk, Instrumentalistów, Śpiewaków Ludowych i Drużbów Weselnych Druzbacka
- Karpacki Festiwal Dziecięcych Zespołów Regionalnych
- Konkurs Heligonistów Województwa Małopolskiego
- Przegląd Dziecięcych Zespołów Folklorystycznych Regionu Krakowskiego Krakowiaczek
- Przegląd Zespołów Regionalnych, Kapel, Instrumentalistów, Grup Śpiewaczych i Śpiewaków Ludowych im. Jędrzeja Cierniaka Krakowski Wianek
- Małopolski Przegląd Grup Kolędniczych Lipnicka Gwiazda
- Małopolski Przegląd Dorobku Artystycznego i Kulinarnego Kół Gospodyń Wiejskich
- Ogólnopolskie Spotkania Dziecięcych i Młodzieżowych Grup Kolędniczych Pastuszkowe Kolędowanie
- Regionalny Konkurs na Pisankę Ludową i Plastykę Obrzędową związaną z okresem Wielkanocy
- Małopolski Konkurs Obrzędów, Obyczajów i Zwyczajów Ludowych Pogórzańskie Gody
- Posiady Teatralne na Orawie
- Sejmik Wiejskich Zespołów Teatralnych
- Tradycja przez Pokolenia (od 2013)

### Konkursy i przeglądy amatorskiej twórczości
Najważniejsze z nich to:
- Małopolski Przegląd Teatrów Lalkowych o Wielką Nagrodę Zająca Poziomki
- Ogólnopolski Konkurs Recytatorski – eliminacje rejonowe
- Bajdurek – Festiwal Teatrów Dzieci i Młodzieży
- Echo Trombity – Małopolski Festiwal Orkiestr Dętych[1]

### Upowszechnianie tzw. kultury wysokiej
MCK Sokół realizuje liczne wydarzenia muzyczne oraz teatralne. Do najważniejszych z nich należą: 
- Międzynarodowy Festiwal i Konkurs Sztuki Wokalnej im. Ady Sari (od 1985)
- I Międzynarodowy Konkurs Duetów Organowych PER ORGANO A QUATTRO MANI (od 2018)
- Festiwal Żartu Muzycznego Fun & Classic (od 2001)
- Sądecki Festiwal Muzyczny Iubilaei Cantus (od 1995)
- Sądecki Festiwal Muzyki Organowej L’Arte Organica
- Wiosenny Festiwal Artystów Piosenki Pamiętajcie o Ogrodach (od 2005)
- Wieczory Małopolskie (od 2004)[1]

## Oddziały

### Galeria BWA Sokół

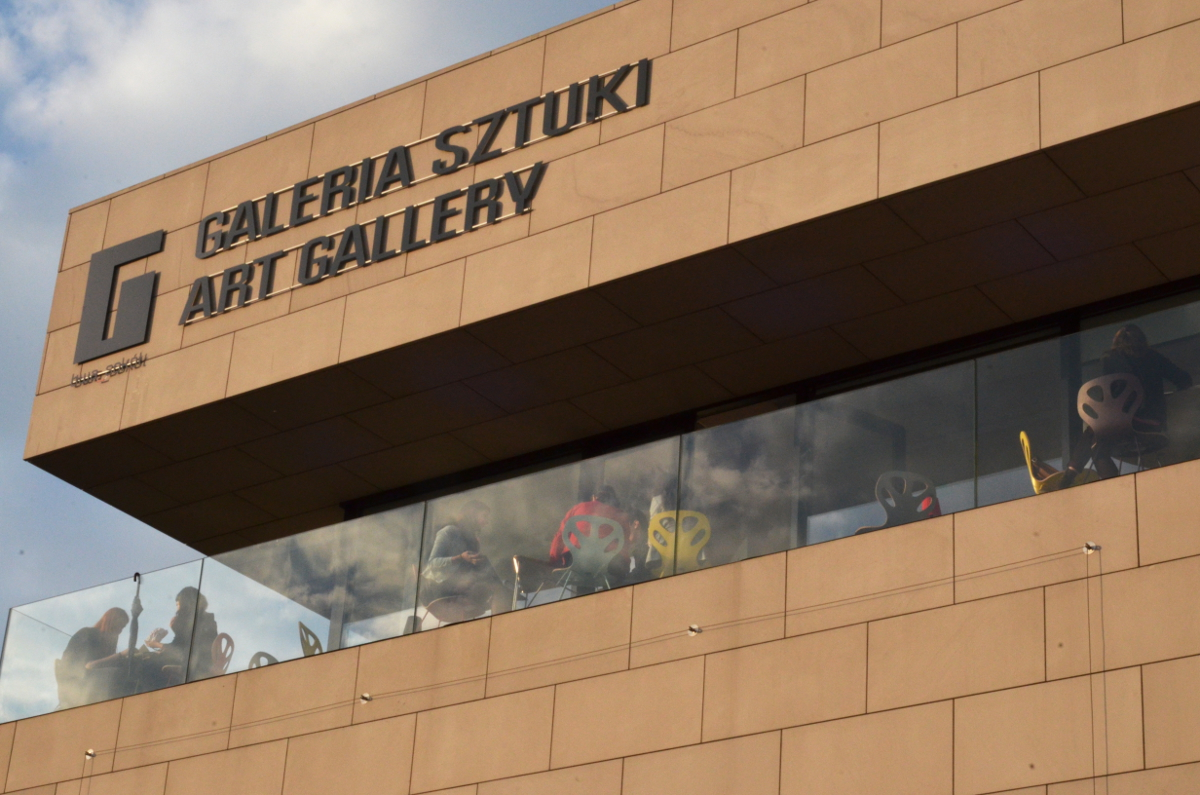
Budynek Galerii Sztuki Współczesnej BWA Sokół

Nowoczesna architektura i funkcjonalne rozwiązania przestrzenne budynku umożliwiają Galerii BWA Sokół efektywne kreowanie interdyscyplinarnych działań o charakterze artystycznym i edukacyjnym w zakresie upowszechniania sztuk wizualnych.

### Galeria BWA Jatki
Galeria Jatki w Nowym Targu (ul. Kościuszki 4) powstała w 1991. W galerii prezentowało swoje prace wielu wybitnych artystów. Wydarzeniem artystycznym stała się prezentacja wystawy pt. Obrazy biblijne – Marc Chagall (wystawa została wypożyczona z Muzeum Archidiecezjalnego w Kolonii) oraz bardzo ciekawa ekspozycja prac 67 artystów prezentujących swoje dzieła na wystawie pt. X lat w sztuce – prezentacje nowotarskie, która uświetniła jubileusz 10-lecia istnienia galerii. W galerii odbywają się również konkursy recytatorskie i poetyckie, wieczory autorskie, które przybrały formę cyklicznych spotkań pn. Mam Wam coś do powiedzenia oraz aukcje charytatywne i koncerty gitarowe. Ważną formą integracji z galerią i prezentowaną sztuką są cykliczne spotkania dzieci, młodzieży i wspólne malowanie.

### Kino Sokół
Kino Sokół w Nowym Sączu jest jednym z najstarszych w Polsce. W 2010 obchodziło jubileusz 100-lecia nieprzerwanej działalności kinowej w budynku „Sokoła”.